# Exocentrus multilineatus
Exocentrus multilineatus là một loài bọ cánh cứng trong họ Cerambycidae.